# Шлемкевич Микола Іванович
Микола Іванович Шлемкевич (псевдоніми: М. Іванейко, С. Вільшина, Р. Срібний; 27 січня 1894, с. Пилява, нині Чортківського району Тернопільської області — 14 лютого 1966 м. Пассейк, Нью-Джерсі, США) — український філософ, публіцист, громадсько-політичний діяч, дійсний член НТШ і УВАН. Дослідник історії української культури, зокрема, літератури та філософії.

## Життєпис

Політична колегія (провід) ФНЄ, Львів, 1938 р.. Стоять у центрі (зліва направо: Дмитро Паліїв, Сильвестр Герасимович та отець Михайло Блозовський. Праворуч за Блозовським – Микола Шлемкевич – ідеолог ФНЄ

Народився 27 січня 1894 року в с. Пилява, нині Чортківського району Тернопільської області, Україна, у сім'ї священика УГКЦ о. Івана Шлемкевича — пароха с. Пилява, з кінця 1890-х років — сіл Сновидів, Возилів і довколішніх хуторів (усі — Бучацький повіт). Мати — Ядвига, з Бучацьких. Бабуся по матері — Вільгельмина Камбефор.
Навчався в Бучацькій державній впродовж 1904-1911 років у перших-сьомих класах (зокрема, з відзнакою закінчив 5-й клас у 1909 році), закінчив гімназію у Львові в 1912 році. Перша світова війна перервала його студії у Віденському університеті — він повернувся на Галичину, де 1915 року його заарештували, потім російські окупанти вивезли до Сибіру.
З 1917 року у Києві. 1918—1919 — секретар редакції «Робітничої газети», вчитель сільських шкіл Звенигородщини.
1919 року — виїхав до Відня. Філософську освіту здобув у Віденському університеті (1923—1926).
16 липня 1926 — захищає докторат (про боротьбу за суть філософії на переломі ХІХ і ХХ ст.). Під псевдонімом М. Іванейко почав друкувати у 1926 році в «Літературно-науковому віснику» нариси на тему української духовності. У ЛНК з'явився цикл його подорожніх нарисів «Вітер» (1928—1930).
У 1928—1929 мав філософські студії у Сорбонні.
Повернувшись до Львова, разом з Дмитром Палієвим засновує Фронт національної єдності (ФНЄ, ідеолог та член проводу), співредактор журналу «Перемога» (1933—1939), член редакції газети «Українські вісти» (1935—1939), тижневика «Батьківщина».
У 1934 в серії збірки НТШ вийшов головний його твір «Філософія», перевиданий 1981 року в Записках НТШ під назвою «Сутність філософії» (ред. Олександер Кульчицький)..
1941—1944 — головний редактор «Українського видавництва» (Краків—Львів); водночас — співредактор місячника «Наші дні» (Львів), працює в УЦК, з 1943 — член політради при Президії УЦК.

### Еміграція
З 1945 біженець у Німеччині: вчитель української ґімназії в Берхтесгадені; учасник: реорганізації Українського державного центру, створення Української Національної Ради, видання Енциклопедії українознавства; співредактор ж-лу «Проблеми», «На чужині» тощо. У Відні та Мюнхені — співзасновник і заступник голови екзекутивної ради УНР та член МУР.
З 1949 в США (м. Елізабет, потім Кренфорд біля Нью-Йорку). Продовжує громадсько-публіцистичну діяльність і співробітництво в «Енциклопедії Українознавства».
1950 — співзасновник Союзу українських національних демократів (СУНД), 1953—1966 — засновник і редактор журналу «Листи до приятелів».
1956 — засновник вид-ва «Ключі», в якому друкував журнал «Листи до приятелів», власні й інших авторів книжки. Спільно з Т. Лапичаком заснував Український публіцистично-науковий інститут (1961), завданням якого було стежити за матеріалами про Україну в чужих виданнях і спростовувати фальшиві інформації на наукових засадах.
Панахида за померлим відбулася 17 лютого 1966, священики побоялись її відправити.

## Творчий доробок
Крім численних статей у галицькій та діаспорній пресах, випустив у світ між роками 1946—1958 роками книжки на теми української культури та політичної думки: «Українська синтеза чи українська громадянська війна» (1946 р., Мюнхен, 2-е видання 1949 р.), «Загублена українська людина» (1954 р., Нью-Йорк), «Галичанство» (1956 р., Нью-Йорк), «Верхи життя і творчости» (1958 р., Нью-Йорк). Головна філософська праця — «Філософія» (1934 р., перевидана в другому виданні як «Сутність філософії» 1981 р.) в її основу лягла докторська дисертація автора. 1947 року вийшла друком його книжка «Прогулька до великої столиці. Гутірка при ватрі про світогляд і характер».

## Філософські погляди
Провідною ідеєю філософії Миколи Шлемкевича було шукання правди (істини). Переконаний ідеаліст, прагнув до здійснення ідеалів Т. Г. Шевченка і І. Я. Франка про добро, правду і красу, за нову українську людину, озброєну ідеєю національної свідомості й соборності, шукав нових доріг для українського суспільства, для його морального зміцнення і державного оформлення.
Як прихильник демократичних принципів, високо цінував публіцистику і пресу як основу народоправства. Як філософ досліджував проблеми типології, зокрема, психоетнічного портрету сучасного українця. Книга «Загублена українська людина» (1954) стала підсумком інтелектуальних пошуків ученого, котрий вірив, що в умовах незалежності й свободи його народ здатен стати у лави цивілізованих і гідних оптимістичного майбутнього.
На жаль, його погляди не поділяли не тільки чимало «номенклатурних радянських українців» та журналісти проплачених опонентами видань, а й представники української діаспори.